# Йобст II фон Хоя
Йобст II фон Хоя (на немски: Jobst II von Hoya; * 1493; † 25 април 1545) е от 1511 до 1545 г. управляващ граф на Хоя.

## Биография
Той е най-възрастният син на граф Йобст I (1460 – 1507) и съпругата му Ерменгард фон Липе (1469 – 1524), дъщеря на Бернард VII фон Липе († 1511) и графиня Анна фон Холщайн-Шауенбург († 1495).
През 1507 г. той наследява баща си под опекунството на майка му Ерменгард и графовете от Шпигелберг и господарите на Дипхолц до 1511 г.
Херцозите от род Велфи Хайнрих Средния и Хайнрих Стари окупират Графство Хоя от 1512 до 1519 г. През това време Йобст и фамилията му намират подслон при граф Едзард от Източна Фризия. След плащане на голяма сума Йобст получава обратно графството.
Йобст II умира на 25 април 1545 г. и е погребан в църквата „Св. Мартин“ в Нинбург.

## Фамилия
Йобст се жени 1521/1524 г. за графиня Анна фон Глайхен († 21 юни 1545), дъщеря на граф Волфганг фон Глайхен-Бланкенхайн-Еренщайн († 1551) и Магдалена цу Дона († 1552). Те имат децата:
- Албрехт (1526 – 1563), 1545 – 1563 граф на Хоя
- Ерих (1535 – 1575), 1563 – 1575 граф на Хоя
- Ото (1530 – 1582), 1575 – 1582 граф на Хоя
- Маргарета (1527 – 1596), 1541 – 1549 абатиса в Басум, ∞ между 24 и 27 юли 1549 г. в Нинбург за граф Рудолф V фон Дипхолц (1524 – 1560)
- Йобст (1528 – 1546), канон в Кьолн
- Волфганг (1531 – 1560), канон във Ферден, Кьолн и Страсбург
- Магдалена (1532 – 1545)
- Анна (1533 – 1585), 1549 – 1584 абатиса в Басум
- Мария (1534 – 1589), ∞ 7 май 1554 Херман Георг фон Лимбург (1540 – 1574)
- Йохан (* 1536), канон в Бюкен
- Ерменгарда (1537 – 1575), ∞ I. ок. 1555 г. за Дитрих Хайнрих фон Бюрен († 1571), II. между 20 ноември 1571 и 1 януари 1572 г. за Йохан фон Бюрен († 1592)
- Елиза (1538 – 1548)
- Фридрих III (1540 – 1570), канон в Страсбург и Кьолн